# White Devil Armory
White Devil Armory – siedemnasty album studyjny amerykańskiego zespołu thrash metalowego Overkill wydany 18 lipca 2014 roku przez Nuclear Blast Records w Europie i eOne Music w Stanach Zjednoczonych.

## Lista utworów
1. „XDM” – 0:49.
2. „Armorist” – 3:53.
3. „Down to the Bone” – 4:04.
4. „Pig” – 5:21.
5. „Bitter Pill” – 5:48.
6. „Where There's Smoke...” – 4:20.
7. „Freedom Rings” – 6:52.
8. „Another Day to Die” – 4:56.
9. „King of the Rat Bastards” – 4:09.
10. „It's All Yours” – 4:26.
11. „In the Name” – 6:03.

## Twórcy
- Blitz – wokal.
- Dave Linsk – gitara prowadząca.
- Derek Tailer – gitara rytmiczna.
- D.D.Verni – gitara basowa.
- Ron Lipnicki – perkusja.